# Volksbank Ulm-Biberach
Die Volksbank Ulm-Biberach eG ist eine Genossenschaftsbank mit Sitz in Ulm. Sie ist die älteste genossenschaftliche Bank im Ulmer Raum, vertreten an 37 Plätzen in der Region. Mit einer Bilanzsumme von knapp 5 Milliarden Euro (2024) ist sie eine der größten Volksbanken im Raum Ulm-Oberschwaben.

## Geschichte

### Gründung
Das Institut wurde am 5. September 1863 gegründet. Grund dafür war die damals drückenden Kreditnot. Deshalb wurde von den Vorständen der Bürgergesellschaft und des Gewerbevereins in Ulm eine Bürgerversammlung auf den 30. Mai einberufen. Wenige Wochen später, in der Gründungsversammlung am 22. August, wurde die Gründung der Gewerbebank zu Ulm beschlossen. Am 1. Oktober öffnete die neue Bank ihre Türen.
Da sich die Bank die ersten 25 Jahre sehr gut entwickelte, wurde 1898 unter Einfluss der Gewerbebank, die Zentralkasse Württembergischer Volksbanken, als erste Zentralkasse des gewerblichen Genossenschaftssektors, gegründet. Die positive Entwicklung setzte sich auch in den folgenden Jahren fort, sodass die Bank 1905 bereits einen Umsatz von 205 Millionen Mark verbuchte. 1905 wurde der Neubau, bis heute noch Firmensitz, eingeweiht und bezogen.

### Fusion mit der Gewerbebank Ravensburg
Im Jahre 1908 fusionierte die Gewerbebank Ulm mit der Gewerbebank Ravensburg. 1913 feierte die Gewerbebank Ulm ihr 50-jähriges Bestehen. Mittlerweile hatte die Bank über 2251 Mitglieder und eine Bilanzsumme von 17,4 Millionen Mark. Sie war damit die größte Bank in Ulm.

### Zweiter Weltkrieg
Im Zweiten Weltkrieg wurde die Zweigstelle Hirschstraße, ebenso wie fast die ganze Innenstadt Ulms, zerstört. Die Zentrale blieb als einziges Ulmer Bankgebäude unversehrt.

### Ausbau des Geschäftsgebietes
In den fünfziger und sechziger Jahren wurden weitere Zweigstellen innerhalb und außerhalb des Stadtgebietes errichtet. So zum Beispiel 1956 in Söflingen und im neuen Stadtteil auf dem Eselsberg, im Januar 1957 in der Blautalgemeinde Klingenstein, 1959 im Ulmer Vorort Wiblingen, 1961 in Böfingen und für die Kunden im württembergischen Teil des Illertals die Zweigstelle Dietenheim. 1959 errichtete die Bank Niederlassungen in Senden-Ay und in Langenau. Zur Versorgung der Neu-Ulmer Mitglieder und Kunden wurde 1960 die Geschäftsstelle Neu-Ulm errichtet, der später noch Zweigstellen in Offenhausen und Pfuhl folgten. Fusionen folgten:
- 1959 Volksbank Illertissen
- 1971 Raiffeisenbank Ulm-Grimmelfingen
- 1972 Volksbank Mengen
- 1976 Kleinkredit-Bank für Ulm und Oberschwaben
- 1986 Raiffeisenbank Illertissen
- 1987 Wiblinger Bank
- 1994 Raiffeisenbank Jungingen
- 1997 Raiffeisenbank Ulm-Süd

1983 installierte die Volksbank Ulm den ersten Geldautomaten im Zentrum. Als erste Ulmer Bank führte die Ulmer Volksbank 1990 beim Ulmer Einzelhandel Electronic Cash ein. 1993 wurde die Junge Ulmer Volksbank gegründet.

### Weitere Fusionen
In einer außerordentlichen Vertreterversammlung der Ulmer Volksbank im November 2007 wurde die Fusion mit der Volksbank Biberach beschlossen, nachdem die Entscheidung in Biberach mit gleichem Ergebnis ausgefallen war. Verschmelzungsstichtag war der 1. Januar 2008. Die Firma änderte sich in Volksbank Ulm-Biberach. Im Jahr 2022 folgte die Fusion mit der Raiffeisenbank Biberach eG.

## Engagement
Seit 2016 betreibt die Bank die Crowdfunding-Plattform „Viele schaffen mehr“. Hier können Bürger und Bank für gemeinnützige Projekte in der Region spenden. Die Volksbank Ulm-Biberach vergab zudem in den Jahren 2016 und 2018 den „Verantwortungspreis“, bei dem regionales Engagement in den Bereichen Ökologie, Ökonomie und Ethik/Soziales geehrt wurde. 2024 wurde die Region durch Spenden und Sponsorings in Höhe von insgesamt 1,2 Millionen Euro gefördert.